# Zgrada Rožić u Trogiru
Zgrada Rožić, zgrada u Trogiru u Ribarskoj ulici, zaštićeno kulturno dobro

## Opis dobra
Nalazi se u Ribarskoj ulici. Nad voltom ispod kojeg se pristupa ulici koja uz zapadnu stranu palače Lucić izlazi na obalu, diže se jedna od najljepših trogirskih kuća. Pored same arhitektonske temle "volta" slikovitost stvara velika streha, koja zajedno s voltom čini ovaj objekt jednim od bolje sačuvanih primjera profane arhitekture srednjeg vijeka u Trogiru.

## Zaštita
Pod oznakom RST-461, rj.br.: 24/298-1970 zavedena je kao nepokretno kulturno dobro - pojedinačno, pravna statusa zaštićena kulturnog dobra, klasificirano kao "profana graditeljska baština".